# 庫灰蝶屬
庫灰蝶屬（學名：Cooksonia）是灰蝶科圓灰蝶亞科琳灰蝶族中的一個屬。物種分佈於非洲，翅膀斑紋擬態模仿珍蝶。

## 物種
- 黑緣庫灰蝶 Cooksonia aliciae
- 粉庫灰蝶 Cooksonia neavei
- 庫灰蝶 Cooksonia trimeni